# Войнаровська Олена Павлівна
Оле́на Па́влівна Войнаро́вська (нар. 31 жовтня 1970, Миколаїв) — українська співачка, композиторка, авторка пісень та віршів. Відома як співзасновниця й вокалістка гурту Flëur (2000—2017). Була солісткою гуртів Amurekimuri, МРФ та ВЕГА. Зараз співає як сольна виконавиця, з новим складом музикантів.

## Біографія
Народилася 31 жовтня 1970 року у Миколаєві у родині військового Ломінського Павла Петровича. У Олени є брат Олександр, який також став співаком і виступав у гурті «Льомі-Льом».
Олена почала писати вірші та музику у шкільному віці, спочатку окремо, а лише потім почала писати пісні. У першому класі батьки віддали Олену до музичної школи по класу фортепіано, але там вона провчилася лише два роки. Після школи вступила на планово-економічний факультет Одеської національної академії харчових технологій.
Наприкінці 1980-х — на початку 90-х років Олена брала участь у жіночому гурті «Cats», який грав важку гітарну музику та глем-рок з текстами англійською і російською мовами. Гурт випустив кілька демо-композицій і остаточно припинив своє існування 1994 року після смерті однієї з учасниць.
Після завершення вишу Олена працювала бухгалтеркою на підприємстві, потім протягом 5 років працювала секретаркою у наркологічному диспансері. Робота у диспансері була низькооплачуваною, але залишала багато вільного часу, який Олена присвячувала творчості, зокрема саме там була написана збірка віршів «Тонкие травинки», багато з яких згодом стали основою пісень, які виконувалася з різними музичними колективами.

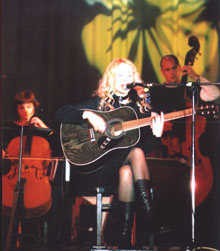
Олена Войнаровська на концерті Fleur (2005)

11 березня 1999 року на Просто Раді.О у програмі «Атмосфера» прозвучало оголошення Ольги Пулатової про пошуки гітариста для її гурту. Олена відгукнулася на це оголошення і познайомилася з Ольгою. Після того як Ольга дізналася, що Олена також пише пісні, у неї виникла ідея нового проєкту. У лютому 2000 року вони заснували гурт Flëur, у якому Олена протягом всього часу його існування брала участь як авторка та виконавиця пісень, композиторка та аранжувальниця.
2004 року Олена засновує ще один музичний колектив під назвою МРФ, до репертуару якого увійшли переважно композиції, які Олена виконувала не під гітару як у Flëur, а на фортепіано. Композиція «Immortality» у рамках проекту «МРФ» увійшла до виданої у 2005 році збірки …It Just Is (In Memoriam: John Balance) пам'яті Джона Беланса.
7 квітня 2006 року в Одесі, у клубі «Выход» відбувся перший виступ англомовного проєкту Олени «Amurekimuri». Як лірику гурт використовував тексти англійської поетичної класики епохи романтизму (Вільям Блейк, Персі Біші Шеллі, Джон Кітс). Також виконали кавер на пісню «Decades» Joy Division на концерті, присвяченому тридцятиріччю з дня смерті Ієна Кертіса. 19 серпня 2010 року відбулася презентація дебютного альбому Amurekimuri на Просто Раді.О, а 29 серпня — його презентація на концерті в одеському клубі «Шуzz».

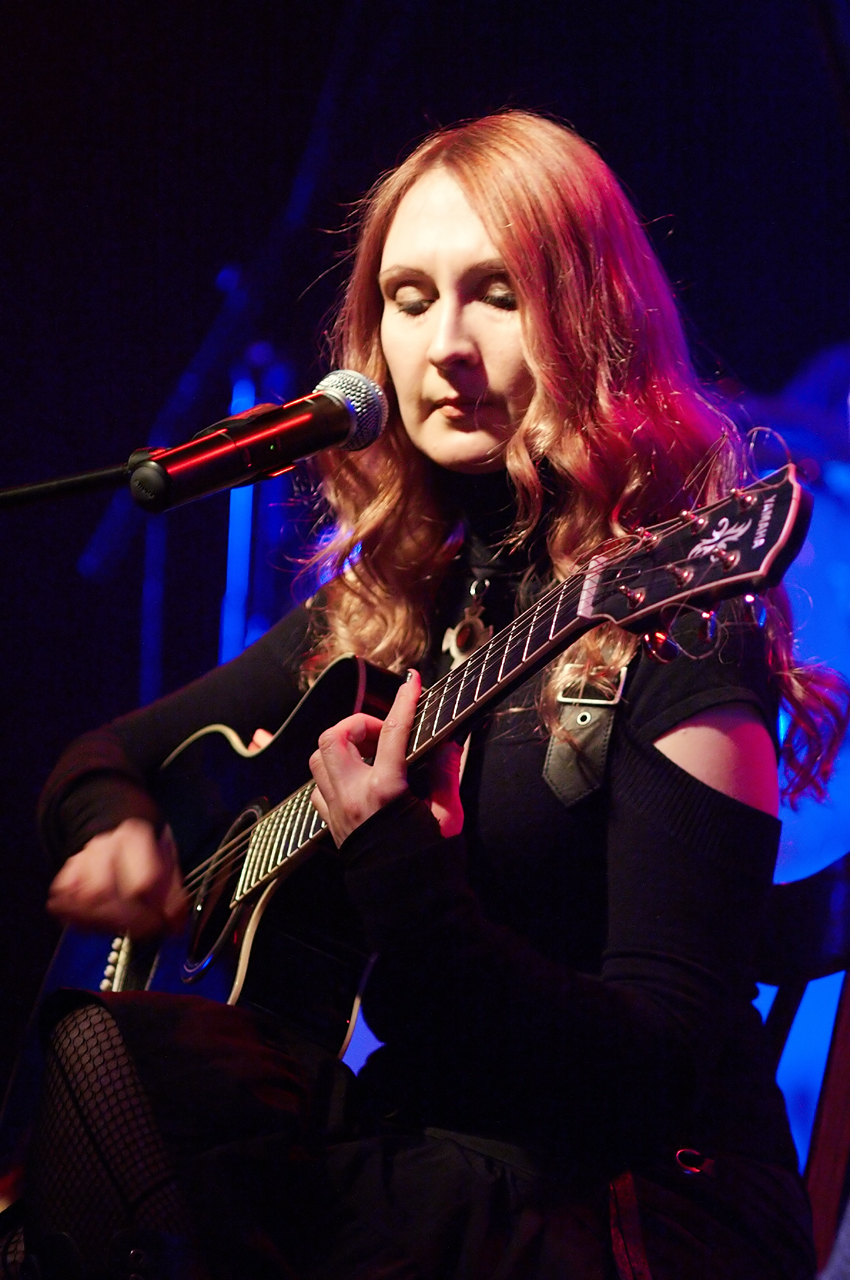
Олена Войнаровська (2008)

20 травня 2010 року на радіо Cardiowave та Просто Раді.О відбулася прем'єра синглу «Адреналін», записаного Оленою спільно з командою Cheshires.
Після виходу альбому «Пробуждение» (2012) Flëur оголосили про творчу перерву, яка затягнулася на півтора року. Цей час деякі учасники колективу, зокрема Олена, присвятили роботі в особистих проєктах. У листопаді 2012 року вийшов альбом «Вальсирующие во тьме» у рамках її проекту МРФ. У серпні 2013 року вона записала пісню «Оберег» спільно з гуртом «Магелланово Облако» і пісню «Божья коровка» разом з Сашком Пікульським у рамках спільної акції з благодійним фондом допомоги хворим дітям «Пчёлка». Співробітництво з фондом проявилось також у проведенні двох благодійних концертів 1 грудня 2012 року і 20 квітня 2013 року, усі кошти від яких були перераховані на допомогу важкохворим дітям.
Восени 2013 року Олена Войнаровська не брала участі у виступах гурту Flëur за станом здоров'я. У грудні 2014 року записала інструментальну композицію «Шум листвы», присвячену лікарю, який лікував її від раку.

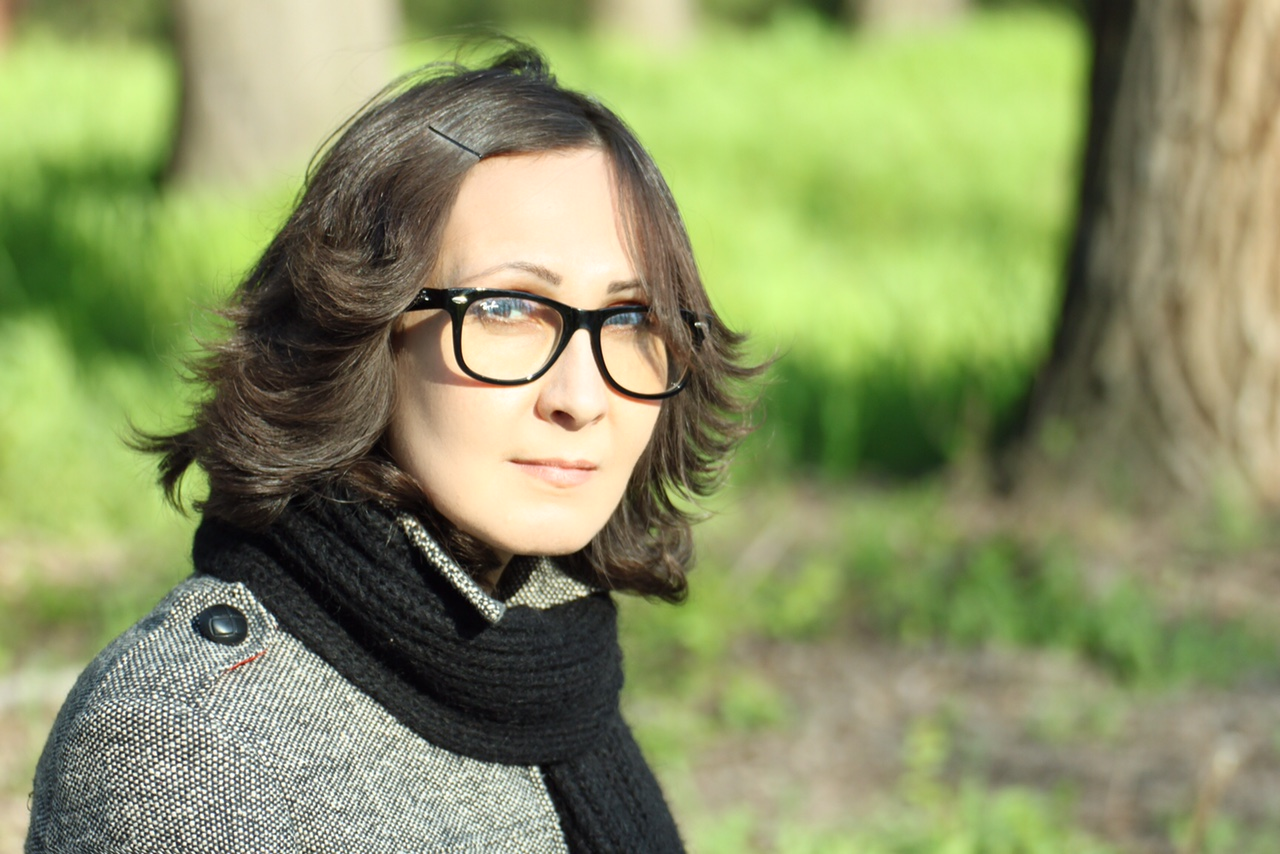
Олена Войнаровська (2015)

У серпні 2015 року Олена виступила на благодійному фестивалі «Дари добро», де презентувала пісню «Босиком по траве», написану для виконання з дівчиною Олею Сикирницькою, яка бореться із захворюванням і мріє заново навчитися ходити.
30 серпня 2015 року вийшла збірка віршів та прози Олени Войнаровської «Тонкие травинки» разом з однойменним диском, де вона читає свої твори. На підтримку цього релізу відбувся тур містами України, Росії та Білорусі.
У вересні 2015 року вийшов спільний відеокліп та сингл Олени і Олексія Гладушевського (проект ВЕГА) «Куклы». Роком раніше Гладушевський випустив триб'ют-альбом, який містив пісні гурту Flëur авторства Войнаровської у його виконанні та композицію «Мы — настоящие», написану для нього Оленою. Перший спільний виступ музикантів відбувся у жовтні 2016 у Києві.
З 2 червня по 5 вересня 2016 року тривав запис сольного альбому Олени «Присутствие» та краудфандингова кампанія на його підтримку. Новий диск презентували на концертах в Україні, Росії та Білорусі. Одна з композицій з цього альбому — кавер-версія пісні «Город в солнце» гурту Оберманекен була також випущена на триб'юті Оберманекена.
У квітні 2018 року Олена Войнаровська оголосила про запис нового сольного альбому, який вийшов 8 вересня того ж року. У серпні-вересні тривала краудфандингова кампанія, яка була покликана зібрати кошти на випуск нового диску, що отримав назву «Метеозависимость». Презентація альбому відбулася на трьох концертах у Росії.
24 березня 2019 року відбулася прем'єра пісні Олена Войнаровської і гурту Резина «Ближе».
14 квітня 2019 року на цифровых платформах відбувся реліз live-альбому — «Live in Volta». Це запис сольного концерта Олени в клубі Volta 2016 року.
На весну 2020 року планувався великий концертний тур співачки, який не відбувся через карантинні обмеження у зв'язку з епідемією коронавірусу. За час вимушеної паузи в концертній діяльності Олена випустила сингл «Танго-карантин», а також провела серію онлайн-концертів.
У вересні 2021 року вийшов новий альбом співачки під назвою «Паломники».

## Літературна творчість
Олена Войнаровська є авторкою збірки віршів «Тонкие травинки» (1999), оповідань «В ожидании ангела» (1996—1999) та «Новая эра в истории леткитабов» (1998), які спочатку зі згоди співачки вони були викладені в Інтернет, а 2015 року офіційно видані у вигляді книги. 2021 року вийшло друге видання збірки з новим оформленням.

## Дискографія

### Альбоми

#### у складі Flëur
- 2002 — Прикосновение
- 2003 — Волшебство
- 2004 — Сияние
- 2006 — Всё вышло из-под контроля
- 2008 — Эйфория
- 2008 — Почти живой і Сердце — перевидання неофіційних концертних альбомів 2000—2001 років
- 2010 — Тысяча светлых ангелов
- 2012 — Пробуждение
- 2014 — Штормовое предупреждение

#### у складіAmurekimuri
- 2010 — Amurekimuri

#### у складі МРФ
- 2012 — Вальсирующие во тьме

#### сольно
- 2015 — Тонкие травинки
- 2016 — Присутствие
- 2018 — Метеозависимость
- 2021 — Паломники

### Сингли

#### у складі Flëur
- 2007 — Два облака
- 2014 — Знаки

#### з Cheshires
- 2010 — Адреналін

#### з Олексієм Гладушевським
- 2015 — Куклы

#### з Резина
- 2019 — Ближе

#### сольно
- 2017 — Ночь тиха
- 2019 — Твоя правда
- 2020 — Танго-карантин
- 2021 — Вавилонская башня

### DVD

#### сольно
- 2017 — Live in Volta

### Збірки

#### у складі Cats
- 1992 — Demo

#### у складі Flëur
- 2001 — Between Rains and Drought (Між Дощами та Посухою)
- 2002 — L'Odyssée[31]
- 2005 — Fairy World II[32]
- 2007 — Флёрография

#### у складі МРФ
- 2005 — …It Just Is (In Memoriam: John Balance)
- 2007 — La Nuit Des Fées[33]

#### сольно
- 2006 — Effleurement[34]
- 2008 — Интерференция[35]